# Encaumaptera
Encaumaptera is een geslacht van vlinders van de familie van de Metarbelidae. De wetenschappelijke naam en de beschrijving van dit geslacht werden voor het eerst in 1893 gepubliceerd door George Francis Hampson.

## Soorten
- Encaumaptera aurora Yakovlev & Zolotuhin, 2020
- Encaumaptera devyatkini Yakovlev & Zolotuhin, 2020
- Encaumaptera stigmata (Hampson, 1891)